# وزارت دادگستری (فنلاند)
وزارت دادگستری (به فنلاندی: oikeusministeriö) (به سوئدی: justitieministeriet) یکی از دوازده وزارتخانه‌های کابینه دولت فنلاند می‌باشد که توسط وزیر دادگستری اداره می‌شود. این وزارتخانه مسئولیت حفظ و حراست قانونی لازم برای اجرای درست دموکراسی و حقوق اساسی ساکنان فنلاند را عهده دار است . بودجه این وزارتخانه در سال ۲۰۱۸ بالغ بر ۹۴۰٬۷۴۳٬۰۰۰ یورو بوده و دارای ۲۶۱ نفر کارمند می‌باشد.

## تاریخچه
وزارت دادگستری در سال ۱۹۱۸ درست پس از استقلال فنلاند تأسیس شد. این وزارت توسط بخش قضایی بخش اقتصادی مجلس سنا در سال ۱۸۹۲ اداره می‌شد. در سال ۱۹۱۹ هیئت مطبوعات و پس از آن هیئت ملی اداره زندان‌ها و کمیته تدوین قانون در سال ۱۹۲۲ در وزارت دادگستری گنجانیده شد. زندگی قضایی در فنلاند دارای سنت‌های دیرینه است. اجرای عدالت و سیستم دادگاهی ریشه در دوره حاکمیت سوئد (از سال ۱۱۰۰ تا ۱۸۰۹) داشته و پس از آن توسعه یافت که فنلاند یک دوک‌نشین بزرگ مستقل در داخل روسیه (۱۹۱۹-۱۷۸۰) بود.

## سازمان
وزارت دادگستری و بخش اداری آن به ریاست وزیر دادگستری و با کمک معاون دائم آن اداره می‌شوند. وزیر دادگستری فعلی آنا میا هنریکسون است.

وزارت دادگستری سه بخش دارد: بخش تهیه قانون، بخش امور قضایی و بخش سیاست جنایی.

واحدهای جدا از سه بخش فوق عبارتند از: واحد دموکراسی،واحد امور زبان، واحد حقوق اساسی، واحد رسانه و ارتباطات، واحد اداری، واحد اقتصاد، واحد مدیریت اطلاعات، واحد حسابرسی داخلی و واحد پشتیبانی مدیریت

### بخش اداری
بخش اداری این وزارتخانه شامل قوه قضاییه، آژانس تحریم‌های جنایی و چندین دفتر دیگر به شرح زیر است:
- مرکز ثبت حقوقی
- دفتر دادرسی ورشکستگی
- دفتر دادرسی حفاظت از داده‌ها
- شورای ملی پیشگیری از جرم
- اداره تحقیقات ایمنی
- موسسه اروپایی برای پیشگیری و کنترل جرم
- دفتر دادرسی برای کودکان
- دادرسی برای برابری
- دفتر دادرسی ضد تبعیض